# Практичне богослов'я
Практичне богослов'я — це наукова дисципліна, яка досліджує та рефлексує над релігійними практиками з метою розуміння теології, що втілюється у цих практиках, а також для розгляду того, як теологічна теорія та практики можуть бути певною мірою узгоджені, змінені або вдосконалені. Практична теологія часто намагалась врегулювати відчутну відмежованість між догматикою або теологією як науковою дисципліною з одного боку та життям й практикою церкви з іншого боку.
Як сформулював Річард Осмер (англ. Richard Osmer), практичне богослов'я ставить перед собою чотири ключові завдання або питання:
- Що відбувається? (описово-емпіричне завдання)
- Чому це відбувається? (інтерпретаційне завдання)
- Що повинно відбуватися? (нормативне завдання)
- Як ми можемо реагувати? (прагматичне завдання)[2].

## Визначення
Гербен Гайтінк (англ. Gerben Heitink) визначає практичне богослов'я як «емпірично орієнтовану богословську теорію про посередництво християнської віри в практиці сучасного суспільства». Практичне богослов'я складається з кількох пов'язаних підгалузей: прикладне богослов'я (наприклад, місії, євангелізація, релігійна освіта, пасторська психологія або психологія релігії), зростання церкви, адміністрування, гомілетика, духовна формація, пасторське богослов'я, духовне керівництво, духовне богослов'я (або аскетичне богослов'я), політичне богослов'я, богослов'я справедливості й миру та інші подібні напрямки.
Рей Андерсон пише, що першою людиною, яка дала визначення практичному богослов'ю, був К. І. Нітч (англ. C.I. Nitzch), який визначив його як «теорію церковної практики християнства». Андерсон цитує Джона Свінтона (англ. John Swinton), який визначає практичне богослов'я як «критичне осмислення дій церкви у світлі Євангелія та християнської традиції». Свінтон цитує визначення практичного богослов'я Дона Браунінга (англ. Don Browning) як «рефлексивний процес, який церква здійснює у своїх зусиллях сформулювати богословські основи практичного життя в різних сферах, таких як праця, сексуальність, шлюб, молодь, старіння і смерть».